# 아르뱅주의
아르뱅주의는 천하무적 아르뱅주의의 저자인 신광은 목사가 최초로 고안하여 주장한 기독교 사상이다. 그에 의하면 아르뱅주의는 칼뱅주의와 아르미니우스주의의 최악의 조합으로 오늘날 한국 교회의 타락을 부추기며 그러한 타락을 정당화하고 있는 현대 한국 교회가 발행하는 면죄부이다. 두 사상이 만들어내는 강력한 신앙적 긴장감이 점점 이완되는 과정 중에 둘이 서서히 가까워지다가 아예 두 신학의 요소들 중 마음에 드는 것만을 뽑아 하나로 결합해 만들어낸 신학이다. 그러므로 이 신학은 많은 대중의 취향에 맞추려는 한국 교회의 수많은 신학자와 목회자가 공동으로 참여하여 만들어낸 신학이다. 이런 점에서 아르뱅주의는 유사 신학으로 분류된다.

## 사상
1. 전적이지 않은 전적 타락: 인간이 전적으로 타락하여 무능력하다고 말하는 동시에 스스로 복음을 받아들이는 결단을 할 수 있다는 모순적 믿음을 갖는 것이 특징이다.
2. 조건적-무조건적 선택: 하나님이 구원받을 자를 선택한다고 믿는 동시에 내가 믿기로 결정했으니 구원받는 것이라는 모순적인 믿음을 갖는 것이 특징이다.
3. 보편속죄: 누구든지 믿기만 하면 구원을 얻을 수 있다.
4. 저항할 수 있는 은혜: 불신자는 자신의 거부로 지옥에 가고 신자는 자신이 복음을 믿기로 결단했기에 천국에 간다.
5. 성도의 견인(완전한 안전): 한 번 구원은 영원한 구원으로 절대 탈락이란 있을 수 없다.

1,2는 칼뱅주의와 아르미니우스주의를 혼합했고 3,4는 아르미니우스주의와 닮았으며 5는 칼뱅주의와 닮았다.
이처럼 아르뱅주의란 칼뱅주의와 아르미니우스의 교리 중 마음에 드는 것만을 취사선택하여 논리적 일관성 없이 만든 교리다.

## 참고 문헌
- 《천하무적 아르뱅주의》. 포이에마. 2014년 2월 5일. ISBN 978-89-97760-71-8